# Бегеу
Бегеу (рум. Băgău) — село у повіті Алба в Румунії. Входить до складу комуни Лопадя-Ноуе.
Село розташоване на відстані 275 км на північний захід від Бухареста, 30 км на північний схід від Алба-Юлії, 53 км на південь від Клуж-Напоки.

## Населення
За даними перепису населення 2002 року у селі проживали 569 осіб.
Національний склад населення села:
| Національність | Кількість осіб | Відсоток |
| -------------- | -------------- | -------- |
| румуни         | 452            | 79,4%    |
| угорці         | 115            | 20,2%    |

Рідною мовою назвали:
| Мова      | Кількість осіб | Відсоток |
| --------- | -------------- | -------- |
| румунська | 452            | 79,4%    |
| угорська  | 115            | 20,2%    |